# Carteronius vittiger
Carteronius vittiger là một loài nhện trong họ Clubionidae.
Loài này thuộc chi Carteronius. Carteronius vittiger được Eugène Simon miêu tả năm 1896.